# Achim (Wolfenbüttel)
Achim è una frazione del comune tedesco di Börßum situato nel land della Bassa Sassonia.